# クロホシマンジュウダイ
クロホシマンジュウダイ (Scatophagus argus) は、クロホシマンジュウダイ科に分類される魚類の一種。インド太平洋に分布し、沿岸部から河川にかけて生息する。

## 分類
1766年にカール・フォン・リンネによってChaetodon argusとしてインドから記載された。1831年にフランスの動物学者であるジョルジュ・キュヴィエがクロホシマンジュウダイ属を記載し、本種はそのタイプ種となった。種小名はギリシャ神話のアルゴスに由来し、体にある多数の斑点を目に見立てたことによる。

## 分布と生息地
インド太平洋に広く分布し、その分布域はペルシャ湾から南アジアの海岸に沿って西太平洋まで、北は日本から南はニューサウスウェールズ州、ニューカレドニア、フィジーまで広がる。フランス領ポリネシアでも記録されている。日本では秋田県以南の各地の海岸で散発的に見られ、また琉球列島に分布する。2007年の最初の報告の後、おそらく放流の結果として、マルタ周辺の地中海に少数の個体群が確立された。河口、港、マングローブ、川の下流など、特にミネラル濃度が高い、保護された浅い沿岸水域に生息する。仔魚は表層で浮かんでいる。

## 形態
体は強く側扁した長方形で、頭部背側の輪郭は急に上昇しており、吻部は丸く目より大きい。口は小さく水平で、小さな剛毛のような歯が数列並んでいる。口蓋に歯は無い。背鰭は10 - 11棘と16 - 18軟条から成り、棘は平らに横たわっており、棘条部と軟条部の間には深い切り込みがあり、背鰭と臀鰭の後縁はほぼ垂直。臀鰭は4棘と13 - 15軟条から成る。尾鰭は截形か、弱く湾入し、幼魚では丸い。頭と体は小さな鱗で覆われている。鰓蓋骨には棘や鋸歯は無い。体色は銀色または緑がかった色で、褐色から赤褐色の斑点が散らばる。幼魚は緑がかった茶色で、大きな暗色の斑点があり、5 - 6本の暗色の横縞が入る。全長は最大38 cm。

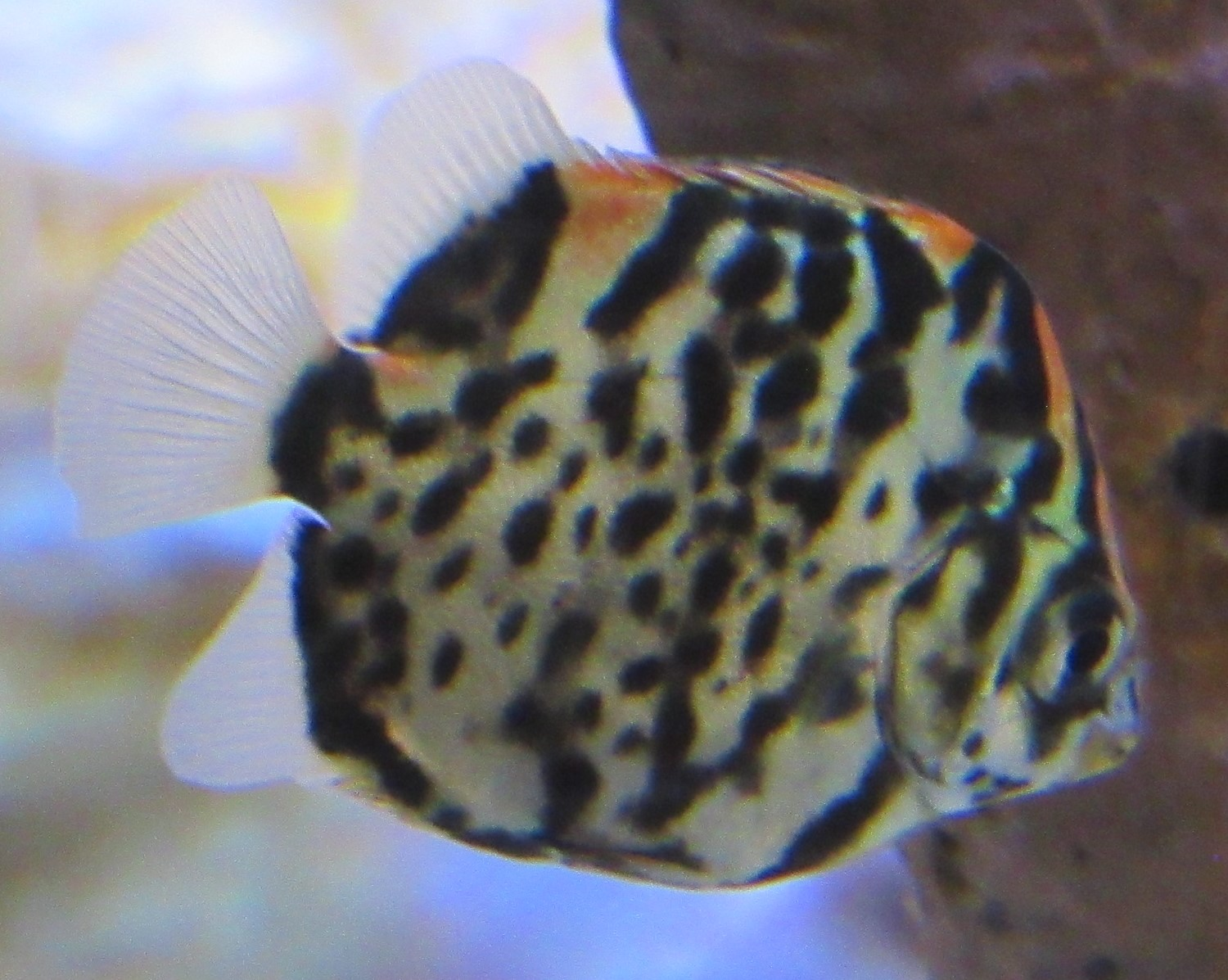
幼魚

## 生態
雑食性で、様々なものを捕食する。フィリピンからの報告によると成魚は主に草食性であり、幼魚は動物プランクトンを好む。属名は「糞を食べるもの」という意味だが、この行動は実際には観察されていない。比較的流れの少ない水域だけでなく、河川のかなり上流にも生息し、さまざまな塩分濃度に適応する。稚魚の頃は淡水で生活し、成長すると海に移動する。少なくとも21 - 28 °Cの水温を必要とするため、温帯には生息しない。群れを作る。
雌は生後約7 - 9ヶ月、体重150 gで性成熟するが、雄はそれより小さいサイズで性成熟する。フィリピンでは、産卵は6月から7月に始まるモンスーンの雨によって引き起こされ、降水量の増加により気温が低下し、川の流出量が増加し、塩分濃度が低下する。卵は直径約0.7 mmで、透明な球形である。仔魚は受精から孵化までに約20時間かかり、孵化時の体長は1.8 mmである。その後チョウチョウウオ科魚類と同様に、遠洋性のトリクティス幼生期を経る。
ベトナム沖から採集された個体の腸から、鉤頭動物の Pararhadinorhynchus magnus が発見された。

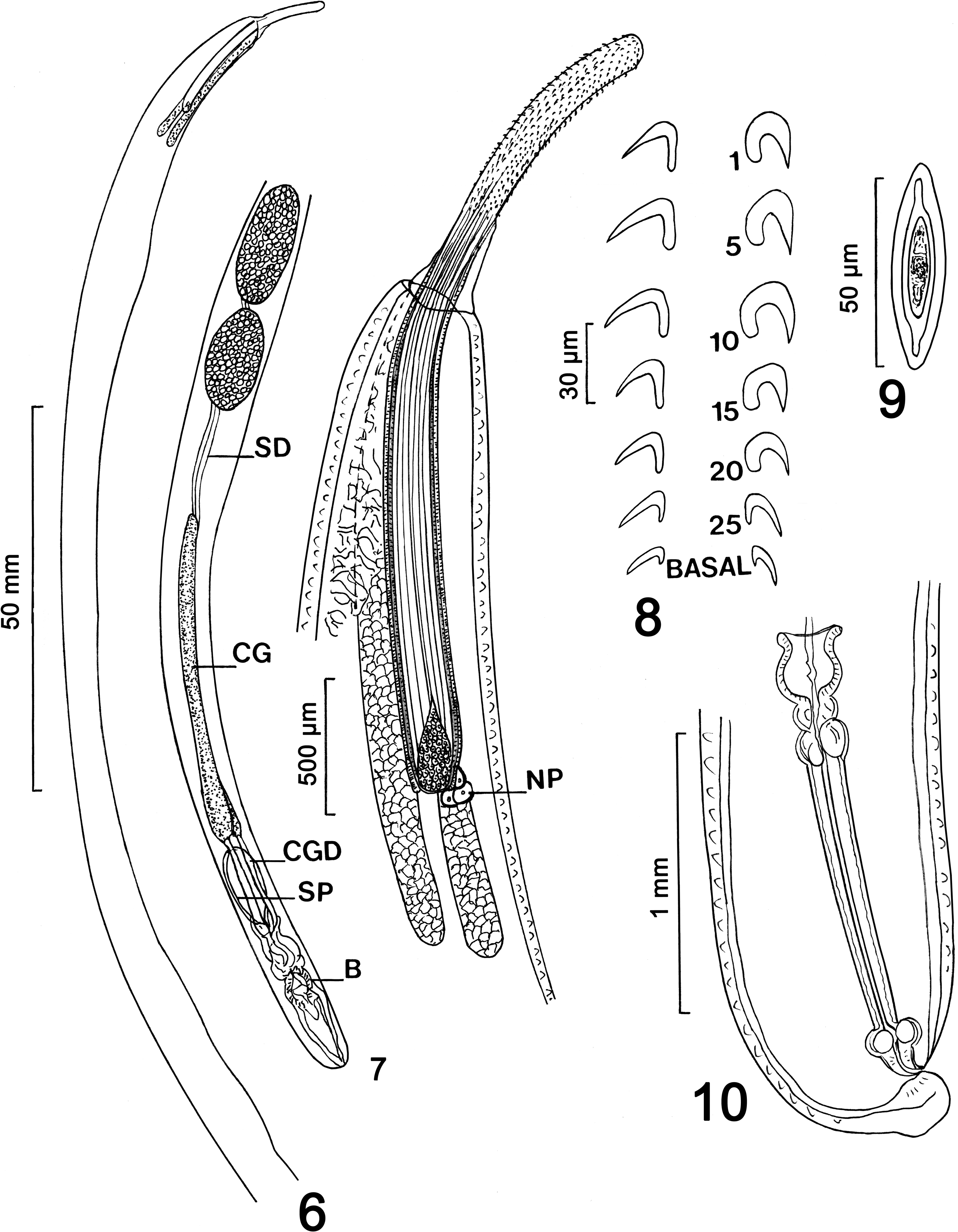
本種の寄生虫、Pararhadinorhynchus magnus

## 人との関わり
鰭の棘には毒腺があり、刺されると激しい痛みやめまいを引き起こす。治療法として、刺された部位をお湯に浸して痛みを和らげるというものがある。観賞魚として取引されることもある。